# Fernando Díaz (Fußballspieler)
Fernando Maximiliano Díaz Seguel (* 27. Dezember 1961 in Santiago de Chile) ist ein ehemaliger chilenischer Fußballspieler. Er spielte als Torwart die meiste Zeit für CD Universidad Católica, mit denen er zweimal Meister wurde. Seit Ende der Spielerkarriere ist er als Trainer tätig.

## Karriere

### Spieler
Nach seinem Physikstudium an der Päpstlichen Katholischen Universität von Chile widmete sich Fernando Díaz ganz dem Fußball, indem er für seine Universität in der Profimannschaft spielte. Mit CD Universidad Católica gewann er die Meisterschaften 1984 und 1987. Trotz Stationen bei anderen Vereinen wie Deportes Colchagua, CDP Curicó Unido, Deportes Iberia, Deportes Antofagasta und Deportes Ovalle zog es ihn immer wieder zu seinem Universitätsklub zurück.

### Trainer
Díaz begann seine Trainerkarriere 2000 bei LDU Quito in Ecuador. Danach trainierte er Klubs in Chile und wurde mit Unión Española in der Apertura 2005 chilenischer Meister. Im Jahr 2010 trainierte er die Universidad Católica del Ecuador sowie 2013 CSD Municipal aus Guatemala. Zwischen diesen beiden Auslandsstationen und danach war er für weitere Verein in Chile tätig. Nachdem er jeweils das zweite Mal Deportivo Ñublense 2015 bis 2016 und Unión Española in 2018 bis 2019 trainiert hatte, übernahm er nach dreijähriger Auszeit die Trainerposition des Coquimbo Unido. Er rettete den Klub in seiner ersten Saison vor dem Abstieg und führte ihn in die Copa Sudamericana 2024. Nach einer Serie von elf nicht gewonnenen Spielen und Differenzen mit dem Team wurde er im Oktober 2024 vor dem Halbfinale der Copa Chile entlassen. Im April 2025 wurde Díaz als neuer Trainer bei Deportes Iquique vorgestellt.

## Erfolge

### Spieler
CD Universidad Católica
- Chilenischer Meister: 1984, 1987

### Trainer
Unión Española
- Chilenischer Meister: Apertura 2005